# Don't Be Proud
Don't Be Proud is een nummer van de Engels-Italiaanse dancegroep Cappella. Het nummer verscheen op hun tweede studioalbum U Got 2 Know. 

## Hitnotering
| Nummer | 40 | 28 | 26 | 32 | uit |

| Nummer | 46 | 27 | uit |